# Guido Guerrasio
Guido Guerrasio (* 9. Juli 1920 in Mailand; † 3. Mai 2015) war ein italienischer Filmjournalist und Dokumentarfilmregisseur.

## Leben
Guerrasio wirkte nach seinem Abschluss in Literaturwissenschaften als Journalist bis zum Kriegsende vor allem auf dem Gebiet der Filmkritik für „Libro e Moschetto“, „Cinema“ und „Bianco e Nero“. Von 1945 bis 1951 war er Chefredakteur der Periodika „Cinetempo“ und „Nuovo Cinema“. Ab 1948 drehte er zahlreiche kurze Dokumentarfilme, daneben wirkte er als Schreiber von Treatments und Drehbüchern, organisierte das Filmfestival seiner Heimatstadt und gründete sowohl das „Museo del Cinema“ wie die „Cineteca Lumière“. Als Journalist schrieb er weiterhin zahlreiche Beiträge für Zeitungen und Zeitschriften.
Ab Ende der 1950er Jahre war er auch für abendfüllende Filme als Regisseur verantwortlich; neben seinen vielen Kollaborationen für Mondo-Filme, die er auch oftmals schniutt und kommentierte, drehte er 1962 seinen einzigen reinen Spielfilm, Dal sabato al lunedi nach eigenem Drehbuch. Sein letzter Film war ein Film im Report-Stil über die Schlafzimmervorlieben seiner Landsleute.
In den 1990er Jahren arbeitete Guerrasio an verschiedenen Theaterprojekten.

## Auszeichnungen
1970 erhielt Guerrasio einen Nastro d’Argento für seine Filme über künstlerische Themen.

## Filmografie (Auswahl)
- 1962: Dal sabato al lunedi (& Drehbuch)
- 1969: Grausames Afrika (Africa segreta) (Ko-Regie, Kommentar, Schnitt)
- 1971: Africa Ama (Africa ama) (Ko-Regie, Kommentar, Schnitt)
- 1974: Magia Nuda (Magia nuda) (Ko-Regie, Drehbuch, Schnitt)